# Debra Daniel
Debra Daniel (ur. 4 marca 1991) – pływaczka z Mikronezji.
Wystartowała na igrzyskach olimpijskich w Pekinie w wyścigu na 50 metrów stylem dowolnym, gdzie zajęła 76. miejsce, a także 4 lata później w Londynie w tej samej konkurencji, gdzie była 57.
Debra Daniel ma zaledwie 145 centymetrów wzrostu i waży 46 kilogramów.